# Meggyanúsítva
A Meggyanúsítva (eredeti címe: Under Suspicion) egy 2000-es amerikai pszichológiai thriller és bűnügyi film, amelyet Stephen Hopkins rendezett. A produkció főszerepében Gene Hackman, Morgan Freeman, Thomas Jane és Monica Bellucci. A film premierjét a 2000-es cannes-i filmfesztiválon mutatták be május 11-én. Az Egyesült Államokban szeptember 22-től vetítették limitáltan, Magyarországon csak videókazettán volt elérhető 2001. május 31-től.

## Cselekmény
A gazdag adóügyvéd, Henry Hearst beszédet készül tartani egy exkluzív adománygyűjtő partin, amikor a város a San Sebastián Fesztivált ünnepli. A rendőrségre hívják, hogy kihallgassák az előző nap talált holttestről - egy fiatal lányról, akit megerőszakoltak és meggyilkoltak. Hearst többször is megváltoztatja az eseményekről szóló verzióját; Victor Benezet kapitány és Felix Owens nyomozó kérdőre vonják a történetében lévő ellentmondások miatt. Hearst hamar rájön, hogy szerintük ő követte el a gyilkosságot, akárcsak egy másik fiatal lányét, akinek a holttestét napokkal korábban találták meg, de a kihallgatás ezen szakaszában még nem riad vissza. Benezet a főnöke nyomására kiszabadítja Hearstöt, hogy elmondhassa a beszédét, majd visszakísérik a rendőrőrsre.
A partin a tömeg pletykál, és Chantal, Hearst jóval fiatalabb felesége kénytelen érzelemmentes arcot vágni. Később arról faggatják, hogy miért alszik külön szobában a férjével. Apránként változik a történet, amit mindegyikük elmond, és Hearstöt mindig rosszabb fényben tünteti fel. Hearst először Chantalt hibáztatja, amiért féltékeny. Aztán kiderül, hogy szereti az olcsó, nagyon fiatal prostituáltakat, és pornóoldalakat látogat, amelyeken alig felnőttkort elérő nők szerepelnek. Hearst azt állítja, hogy Chantal és sógora, a művész Paco Rodriguez szeretők. Chantal azt állítja, hogy látta Hearstot 13 éves unokahúgával, Camille-lal, akinek ajándékokat adott és megpróbálta elcsábítani. Azt is elmondja, hogy az egyik közelmúltbeli gyilkosság éjszakáján látta, amint férje éjjel kimossa véres ruháit. Hearst hajthatatlanul tagadja, hogy molesztálta volna Camille-t, de elismeri, hogy vonzódik a fiatalabb nőkhöz.
Chantal engedélyt ad a rendőrségnek, hogy átkutassa az épületet, hátha találnak olyan nyomokat, amelyek a férjét a gyilkosságokhoz kötik. A sötét szobában fényképeket találnak a két meggyilkolt lányról. Amikor a rendőrőrsön megmutatják neki a fényképeket, Henry azt mondja, hogy nem tudja elhinni, hogy Chantal ilyen messzire menne. Hearst, felidézve a Benezet által elárult részleteket, most már mindkét lány meggyilkolását bevallja. Miközben még Hearst vallomását rögzítik, a nyomozókat értesítik, hogy a valódi gyilkost letartóztatták, mivel "tetten érték". Benezet és Owens elengedik Hearstöt, akit még mindig súlyosan megráznak az előző órákban átélt dolgok. Chantal megpróbál kapcsolatba lépni vele a rendőrőrs előtt, de a férfi nem tudja megbocsátani neki, hogy ellene fordult, és képesnek tartja a gyilkosságokra, és elsétál a San Sebastián Fesztivál mulatozóinak tömegébe.

## Szereplők
| Szerep                  | Színész             | Magyar hangja    |
| ----------------------- | ------------------- | ---------------- |
| Henry Hearst            | Gene Hackman        | Versényi László  |
| Victor Benezet kapitány | Morgan Freeman      | Kárpáti Tibor    |
| Felix Owens detektív    | Thomas Jane         | Galbenisz Tomasz |
| Chantal Hearst          | Monica Bellucci     | Balogh Erika     |
| Isabella                | Nydia Caro          | n.a              |
| rendőrfőnök             | Miguel Ángel Suárez | Cs. Németh Lajos |
| Castillo detektív       | Pablo Cunqueiro     | n.a              |
| Camille Rodriguez       | Isabel Algaze       | n.a              |
| Maria Rodriguez         | Jacqueline Duprey   | n.a              |
| Paco Rodriguez          | Luis Caballero      | n.a              |
| Darlita                 | Patricia Beato      | n.a              |
| Reina                   | Sahyly Yamile       | n.a              |
| Peter                   | Hector Travieso     | Kapácsy Miklós   |
| Arias őrmester          | Marisol Calero      | n.a              |
| Sue Ellen Huddy         | Vanessa Shenk       | n.a              |

További magyar hangok: Czető Zsanett, Györfi Anna, Györfi Laura

## Fogadtatás
A film vegyes reakciókat váltott ki a kritikusok körében. A Rotten Tomatoeson 49%-os minősítést ért el 45 értékelés alapján, az összefoglaló szerint: „Bár Hackman és Freeman jó alakítást nyújtanak, a Meggyanúsítva vontatottan halad, és a befejezés is kiábrándító.” Peter Travers a Rolling Stone-tól azt írta: „Hackman és Freeman a székhez fognak szögezni.” Kevin Thomas a Los Angeles Times-tól azt írta: „Egészen a végkifejletig izgalomban tart.” Jonathan Foreman a New York Posttól azt írta: „Mélységes csalódás, tekintve a szereposztást és a forrásanyagot.”
A MetaCriticen 43 pontot kapott a 100-ból 14 vélemény alapján. Jami Bernard a Daily Newstól úgy nyilatkozott: „Tagadhatatlanul öröm nézni ezeket a profikat munka közben, de a lélek homályos mélységei unalmas két órát eredményezhetnek.” David Sterritt a The Christian Science Monitortól azt írta: „A jó színészi játék és a hatásosan klausztrofób hangulat kompenzálja a történetet, amely hosszú távon nem sok jóval kecsegtet.”
A produkció veszteséges volt pénzügyileg. A Box Office Mojo szerint a 25 millió dolláros költségvetésre 1,3 millió dolláros bevétel folyt be.